# 曹嘉 (三国)
曹嘉（?—?），曹魏宗室，武帝曹操之孙，楚王曹彪的儿子。
嘉平三年（251年），曹彪与王凌通谋起事对抗掌权的司马氏，事败被司马懿赐死。正元元年（254年）立曹嘉为真定王。景元元年（260年）增邑，并前二千五百户。泰始元年十二月（266年），晋武帝受魏元帝禅位，建立西晋，曹嘉降为高邑县公。元康年间，与石崇为国子博士。曹嘉后为东莞郡太守，石崇为征虏将军，监青、徐军事，屯守下邳。吏部郎李重推荐曹嘉为员外散骑侍郎。

曹嘉写诗给石崇：
文武应时用，兼才在明哲。嗟嗟我石生，为国之俊杰。入侍於皇闼，出则登九列。威检肃青、徐，风发宜吴裔。畴昔谬同位，情至过鲁、卫。分离逾十载，思远心增结。愿子鉴斯诚，寒暑不逾契。